# 飯山泰行
飯山 泰行（いいやま やすゆき、1985年10月24日 - ）は、北海道浦幌町出身で、茨城県を登録地としていた元競輪選手。日本競輪学校第98期生。師匠は十文字貴信（75期）。

## 来歴
白樺学園高等学校時代は、2004年の全国高等学校スケート選手権・1500mで優勝。全日本ジュニアスピードスケート選手権大会で総合優勝。世界ジュニアスピードスケート選手権大会の500mで4位に入った。その後、明治大学に進学し、第30回真駒内選抜スピードスケート競技会1500ｍ優勝、第62回冬季国民体育大会1000ｍ３位、第23回ユニバーシアード冬季競技大会（トリノ）５位。
卒業後の進路を考えるにあたり、大学の先輩にあたる牛山貴広（92期）らの影響もあり、競輪選手への道を選択。2009年に競輪学校に入校。在校競走成績は22位（11勝）。
2010年7月6日、ホームバンクである取手競輪場でデビュー戦を迎え、初勝利を挙げた。
2010年8月23日、京王閣競輪場において完全優勝（初優勝）、2011年1月3日に地元である取手競輪場において３場所連続完全優勝（9連勝）を達成し、A級へ特別昇進。
2016年09月16日に引退。通算成績は446戦122勝。